# Східносемітські мови
Східносемітські мови — одне із трьох відгалужень семітських мов. До східносемітської групи входять три різні мови: аккадська, еблаїтська та, можливо, кішитська, всі з яких давно вимерли. Мови перебували під впливом несемітської шумерської мови та перейняли від неї клинопис.
Східносемітські мови відрізняються від інших семітських мов, що традиційно називають західносемітськими, за низкою аспектів. Історично вважається, що носії східно-семітських мов кочували далі на схід, оселилися в Месопотамії протягом 3-го тисячоліття до нашої ери, про що свідчать аккадські тексти цього періоду. На початку 2-го тисячоліття до нашої ери східносемітські мови, зокрема аккадська, стали переважати у регіоні.

## Фонологія
Сучасне розуміння фонології східносемітських мов можна отримати лише за допомогою ретельного вивчення текстів і їхнього порівняння з реконструйованими прасемітськими. Найбільш вражаючим є скорочення інвентарю задніх приголосних, задньоязикових та глоткових фрикативів, а також гортанних. Аккадська мова зберігає *ḫ та (частково) *ḥ лише як одну фонему, транскрибовану ḫ та зазвичай реконструйовану як глухий задньоязиковий або увулярний фрикатив. Усі звуки *ʾ, *h, *ʿ, *ġ були втрачені. Можливо, що їхнє вилучення призвело до появи голосного e там, де він не зустрічається в інших семітських мовах (наприклад, акк. bēl «господар» - прасемітськ. *ba‘al). Виявляється також, що серія міжзубних фрикативів стала шиплячими (наприклад, акк. šalšu 'три' — прасемітськ. *ṯalaṯ). Однак точний фонологічний склад мов повністю не відомий, і відсутність особливостей насправді могла бути результатом того, що шумерська орфографія не підходить належним чином для опису звуків семітських мов.
На порядок слів у східносемітських мовах також вплинула шумерська мова, оскільки типовим порядком слів у реченні був підмет-додаток-присудок (SOV), а не присудок-підмет-додаток (VSO), як в інших семітських мовах.